# Jaroslav Lindenthal
Jaroslav Lindenthal (* 12. února 1981) je bývalý český fotbalista, útočník. Jeho otcem je fotbalista Milan Lindenthal. Za Viktorii Žižkov nastoupil v lize i jeho bratr Milan Lindenthal.

## Fotbalová kariéra
V české lize hrál za FK Viktoria Žižkov. Nastoupil ve 3 ligových utkáních. Gól v lize nedal. Za reprezentaci do 17 let nastoupil v devíti utkáních a dal dva góly, oba v utkání proti Švédsku.

## Ligová bilance
| Ročník                 | Zápasy | Góly | Klub               |
| ---------------------- | ------ | ---- | ------------------ |
| Gambrinus liga 1998/99 | 1      | 0    | FK Viktoria Žižkov |
| Gambrinus liga 2001/02 | 2      | 0    | FK Viktoria Žižkov |
| CELKEM 1. liga ČR      | 3      | 0    |                    |